# Batalla del Canal (1605)
La batalla del Canal de 1605 fue un enfrentamiento naval entre las flotas española y holandesa en el Canal de la Mancha. La armada española era un convoy de transporte capitaneado por Pedro de Zubiaur y con un contingente de tercios en los camarotes con destino a Flandes, mientras que los holandeses constituían una gigantesca flota de guerra al mando de Willem Haultain. A pesar de la desproporción de fuerzas, los hispánicos consiguieron abrirse paso y llegar a destino con pocas bajas en comparación con las enemigas.

## Antecedentes
El 24 de mayo de 1605 zarpó don Pedro de Zubiau] de Lisboa al mando de ocho galeones y dos fragatas, con la misión de trasportar al Tercio del maestre de campo don Pedro Sarmiento, con 2400 veteranos de los «Tercios viejos», con rumbo a Flandes.

## Batalla
En el canal de la Mancha le cortaron el camino no menos de 80 bajeles del almirante holandés Haultain. La escuadra de Dunquerque, al ver la desproporción de fuerzas, se puso la vela acudiendo con el refuerzo de 4 galeones para dar a apoyo a Zubiaurre. Con su buque puso proa contra ellos, mientras el resto de su escuadra se retiraba para proteger la infantería trasportada. Consiguió no solo frenar a los primeros dieciocho buques enemigos, sino que hundió a varios de ellos y otros quedaron desarbolados, dando con ello un tiempo precioso a los suyos y permitiéndoles al resto arribar al puerto de Dover para guarecerse bajo su fortaleza y artillería. Zubiaur fue gravemente herido en el proceso.

## Consecuencias
Zubiaur fue llevado al hospital de heridos de la villa de Dover (Inglaterra), donde nada pudieron hacer los médicos por salvar su vida, muriendo el día de San Esteban, 2 de agosto de 1605. Sin embargo había logrado salvar a los buques de transporte que lograron desembarcar a los tercios.